# Lo scippo
Pour plus de détails, voir Fiche technique et Distribution.
Lo scippo est une comédie policière italienne réalisée par Nando Cicero et sortie en 1966.

## Fiche technique
- Titre original : Lo scippo (litt. « Le vol à la tire »)
- Réalisation : Nando Cicero
- Scénario : Nando Cicero, Sandro Continenza
- Photographie : Franco Villa (it)
- Montage : Carlo Broglio
- Musique : Piero Umiliani
- Production : Gabriele Silvestri
- Sociétés de production : Italcine
- Pays de production :  Italie
- Langue originale : italien
- Format : Noir et blanc - Son mono - 35 mm
- Genre : Comédie policière
- Durée : 94 minutes
- Dates de sortie : 
  - Italie : 1966 (visa délivré le 25 janvier 1966[1])

## Distribution
- Valeria Valeri : Speranza
- Gabriele Ferzetti : Gambetti
- Fiorenzo Fiorentini
- Paolo Ferrari : Nino
- Annette Stroyberg : Luciana
- Margaret Lee : la femme de Nino
- Enrico Maria Salerno : rag. Linzalone
- Mario Pisu : comm. Frascà
- Vinicio Sofia
- Didi Perego
- Renato Terra
- Alessandro Perrella
- Maria Laura Rocca